# مهاجم مقبره: دنیای زیرین
مهاجم مقبره: دنیای زیرین (به انگلیسی: Tomb Raider: Underworld) یک بازی ویدئویی در سبک اکشن-ماجراجویی و عنوان نهمین قسمت در مجموعه بازی‌های مهاجم مقبره است که توسط کریستال داینامیکس توسعه یافته و به‌وسیلهٔ شرکت ایدوس اینتراکتیو در نوامبر ۲۰۰۸ برای پلی‌استیشن ۳، ایکس‌باکس ۳۶۰، وی، نینتندو دی‌اس و مایکروسافت ویندوز منتشر شد. نسخه‌های بعدی در دسامبر ۲۰۰۸ برای تلفن همراه، سال ۲۰۰۹ برای پلی‌استیشن ۲ و اواس ده در سال ۲۰۱۲ عرضه شدند.
داستان این بازی مستقیماً ادامه رخدادهای نسخهٔ مهاجم مقبره: افسانه است.